# 小松島市立千代小学校
小松島市立千代小学校（こまつしましりつ ちよしょうがっこう）は、徳島県小松島市中田町にある公立小学校。通称は「千代校」（ちよこう）。

## 沿革
- 1879年 - 中田町中筋に蜂須賀の家臣の家を購入建設　公立中田小学校として設立（創立記念日）。
- 1903年 - 現在地へ改築移転。
- 1956年 - 校歌制定、創立80周年記念式典挙行。
- 1979年 - プール落成。
- 1979年 - 創立100周年記念式典挙行。

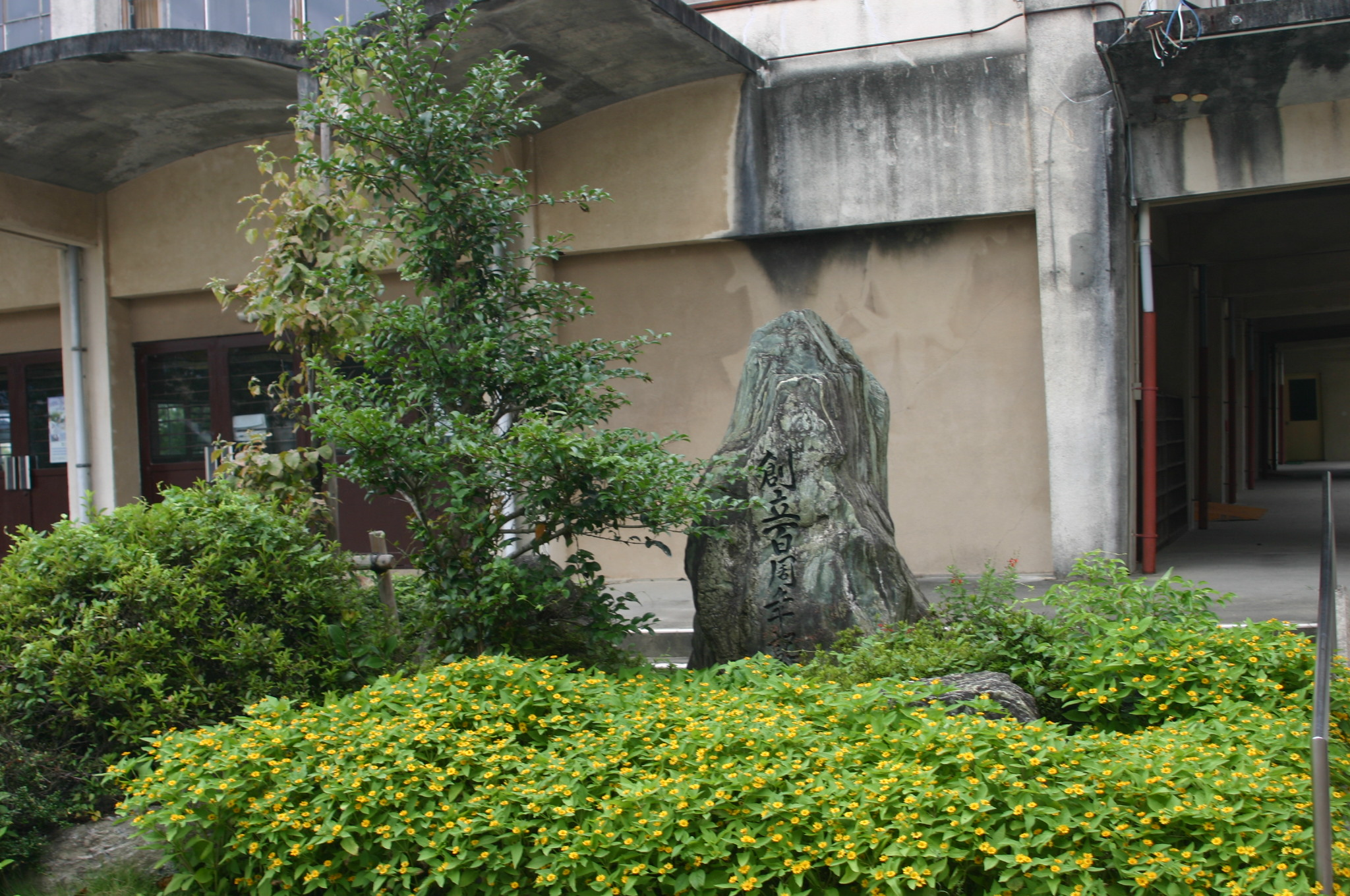
百周年記念石碑

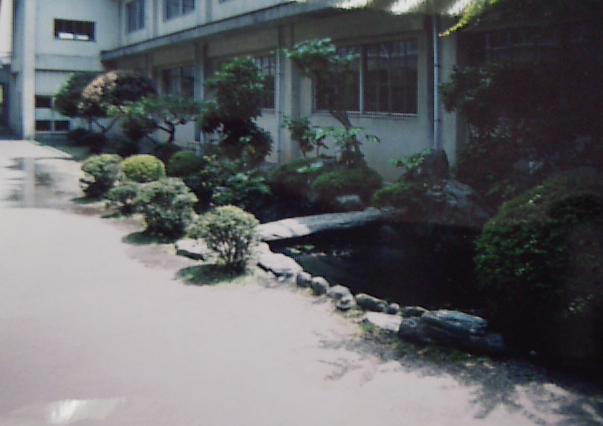
友情の池：かつて中庭に位置しコイが飼われていた。現在は埋め立てられている。

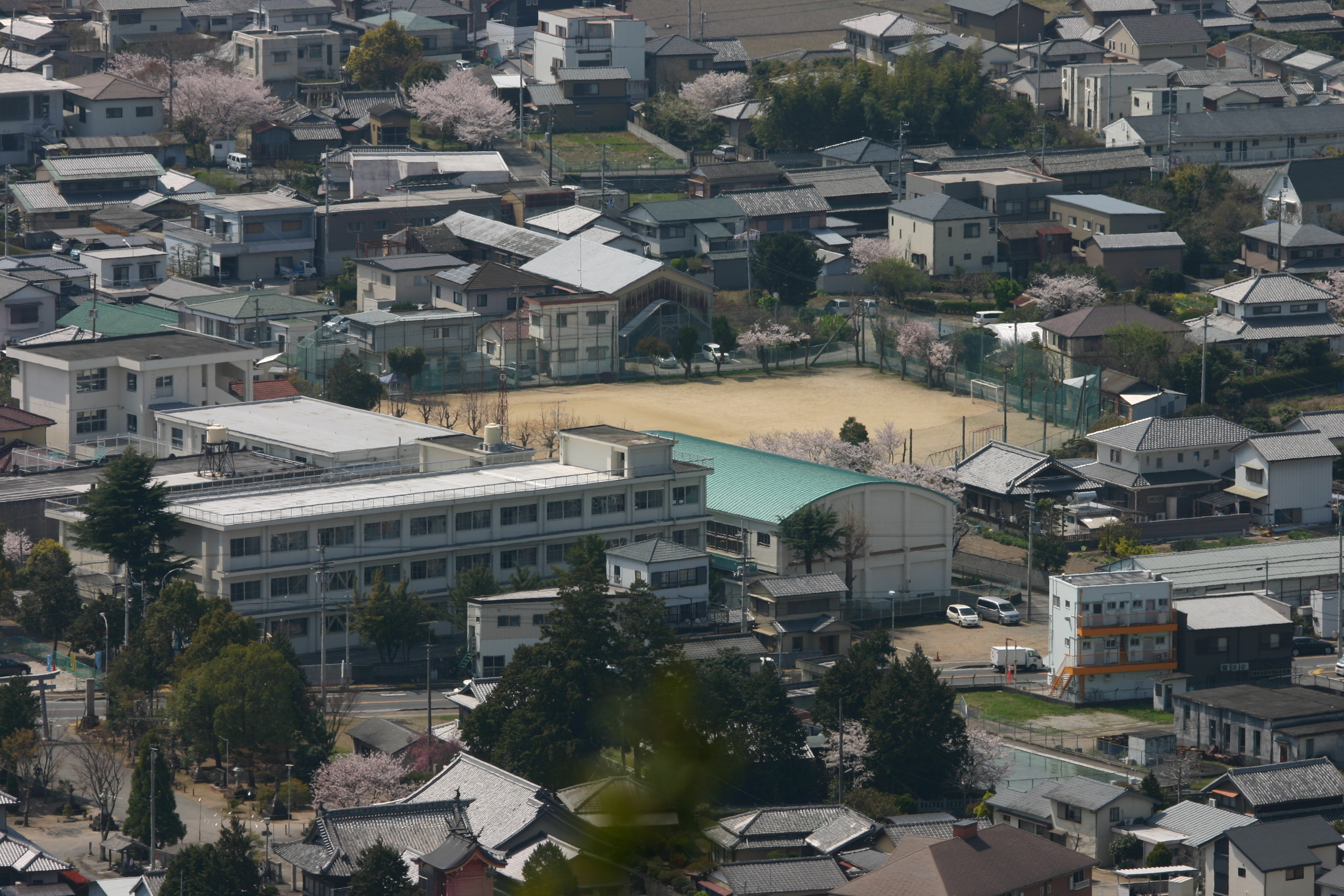
日峰山から望んだ千代小学校遠景

## 特筆すべき事項
- 組の表記は、松、竹、梅である（1組→松組、2組→竹組、3組→梅組）。※少子化のため、梅組はなくなり、竹組も消滅の危機である。
- プール落成前の昭和52年頃までは、近隣に位置する勝浦川の江田橋上流付近で水泳教室が行われていた。昭和54年の落成直前は隣校である小松島小学校のプールを借りることで水泳授業が実施されていた。
- 創立100周年記念として、当時最高学年であった1967（昭和42）年度生まれの卒業生によって、体育館裏側にタイムカプセルが設置された。西暦2000年に開封する内容を記載したプレートは、経年的な劣化のため7,8年で判読できなくなり紛失していた。ただし、このタイムカプセルは、当初の予定どおり西暦2000年８月、卒業生によって同窓会にあわせて開封された。プレートが紛失していたのに対して、内容物は防水・防腐等の対策が完全に機能しており、埋設時の状態を保っていた。内容物の一つである卒業時に録音されたミュージックカセットの音声テープはダビングされ、その他の思い出の品と一緒に再び埋められ開封される時を待っている。なお、再開封の時期は2025年4月現在、未定である。

## 主な活動
- 金管バンド
- 千代スポーツ少年団(野球部)
- 千代オーロラJVC(バレー部)

## 最寄駅
- JR中田駅

## 通学区域が隣接している学校
- 小松島市立北小松島小学校
- 小松島市立小松島小学校
- 小松島市立児安小学校
- 徳島市大松小学校
- 徳島市論田小学校